# Llanos Tuna (Cabo Rojo)
Llanos Tuna es un barrio ubicado en el municipio de Cabo Rojo en el Estado Libre Asociado de Puerto Rico. En el Censo de 2010 tenía una población de 6183 habitantes y una densidad poblacional de 360,02 personas por km².

## Geografía
Llanos Tuna se encuentra ubicado en las coordenadas 18°3′2″N 67°7′44″O / 18.05056, -67.12889. Según la Oficina del Censo de los Estados Unidos, Llanos Tuna tiene una superficie total de 17.17 km², de la cual 17.17 km² corresponden a tierra firme y (0.05%) 0.01 km² es agua.

## Demografía
Según el censo de 2010, había 6183 personas residiendo en Llanos Tuna. La densidad de población era de 360,02 hab./km². De los 6183 habitantes, Llanos Tuna estaba compuesto por el 86.38% blancos, el 4.03% eran afroamericanos, el 0.23% eran amerindios, el 0.08% eran asiáticos, el 0.02% eran isleños del Pacífico, el 7.1% eran de otras razas y el 2.17% pertenecían a dos o más razas. Del total de la población el 99.39% eran hispanos o latinos de cualquier raza.